# Tour-de-Faure
Tour-de-Faure è un comune francese di 390 abitanti situato nel dipartimento del Lot nella regione dell'Occitania.

## Società

### Evoluzione demografica
Abitanti censiti